# جورج غرين (لاعب كريكت)
جورج غرين (13 أبريل 1880 في المملكة المتحدة - 25 نوفمبر 1940 في المملكة المتحدة)  (بالإنجليزية: George Green)‏ هو لاعب كريكت بريطاني (وحمل سابقاً جنسية المملكة المتحدة لبريطانيا العظمى وأيرلندا). لعب مع نادي مقاطعة ديربيشاير للكريكت ‏.